# Kozmetika
Kozmetika je skupno ime za snovi, ki se uporabljajo za to, da spremenijo izgled ali vonj človeškega telesa. Tako med kozmetiko uvrščamo kreme, parfume, šminke, lake za nohte, gele, deodorante, šampone in podobne izdelke.
Današnji dan je proizvodnja kozmetičnih izdelkov v rokah manjšega števila multinacionalk, ki so bile ustvarjene v začetku 20. stoletja. A do tega, da se je kozmetika tako razvila, kot je razvita danes, je bilo potrebnih veliko let razvoja. Beseda kozmetika izhaja iz grške besede »cosmeo«, ki pomeni »negujem, olepšavam«. A sama raba kozmetike sega veliko dlje v zgodovino, kot pa izvor te besede, kot jo poznamo danes. Zgodovina kozmetike sega vse tja do Starih Egipčanov, torej okoli 6000 let nazaj.

## Zgodovina

### Stari Egipčani in kozmetika
Prvi arheološki dokazi o uporabi kozmetike segajo v leto 4000 pr.n.št. Na območju takratnega Starega Egipta so arheologi našli različne bogato okrašene posode, ki so jih uporabljali za shranjevanje kozmetike. Našli pa so tudi stenske poslikave, ki prikazujejo ličenje ter uporabo kozmetike.
Znana je predvsem egipčanska kraljica Nefreteta, ki je uporabljala dišave v obliki mazil ter različna rastlinska barvila za barvanje ustnic ter za temnenje oči. Poznane so ji bile tudi soli za kopanje ter različna depilacijska sredstva. A za razliko od dišav ter parfumov, ki so bili dostopni samo višjim družbenim slojem, so v Egiptu senčila za oči uporabljali tudi nižji sloji, saj so bila cenejša in lahko dostopna.

### Kozmetika v Grčiji in Starem Rimu
Z razvojem sveta in osvajanju so kozmetiko začeli spoznavati tudi drugi narodi in druge civilizacije. Iz Egipta ter iz Bližnjega vzhoda se je kozmetika prenesla do Starih Grkov, od njih pa do Rimljanov. Tako kot v Egiptu, so tudi v Grčiji ter Rimu uporabljali kozmetiko za izboljšanje telesnega vonja in lepote, prav tako pa je bila ključnega pomena pri verskih obredih.
Stari Rimljani so že takrat ugotovili, da se da s prodajo kozmetike dobro zaslužiti, zato so se odločali za izdelavo v večjih količinah. Kozmetiko so pri njih izdelovale sužnje, ki so jim rekli kar »cosmetae«, njihova naloga pa je bila tudi to, da so v kopališčih pripravljale odišavljene kopeli.

### Srednji vek v Evropi – zaton kozmetike
Po razpadu rimskega imperija je nad Evropo zavladalo obdobje temnega srednjega veka. Evropi so vladali barbari, ki za kozmetiko niso imeli potreb. S ponovnim razvojem evropske civilizacije pa je kozmetika ponovno prišla v uporabo, ampak v veliko manjšem obsegu, kot pa pred tem. Težava je bila predvsem v tem, da so cerkveni voditelji kozmetiko smatrali za nekaj grešnega in nemoralnega, zato so jo prepovedali. Na srečo vse ženske tega niso upoštevale in so kozmetiko vseeno uporabljale.
Takrat so bili še posebej popularni različni pudri, ki so naredili kožo svetlejšo. V srednjem veku so osebe, ki so imele nižji družbeni položaj, čez dan delale na poljih, če so hotele preživeti. Njihova koža je bila porjavela od sonca. Bela koža pa je bila znak, da ima oseba dovolj visok družbeni status, da ji za življenje ni potrebno garati na polju, ampak lahko uživa v svojih sobanah. Zaradi tega so mnoge ženske takrat posegale po različnih pudrih, ki so njihovo kožo naredili bolj aristokratsko. Težava teh pudrov pa je bila, da so velikokrat vsebovali svinec ali arzen, ki sta zelo strupena in ki sta se počasi nalagala v telesu.

### 20. stoletje – čas vzpona kozmetike
V začetku 20. stoletja je kozmetika ter predvsem make-up postal moderen v ZDA ter Evropi. Razlog za to je bil najprej razmah baleta, kjer so nastopajoči uporabljali kozmetiko in make-up v predstavah. Seveda pa je največji »krivec« za razmah kozmetike ameriška filmska in televizijska industrija v Hollywoodu. Mnoga kozmetična podjetja so takrat v razvoju televizije videle priložnost za promocijo svojih izdelkov in se je poslužile. Max Factor, L’Oréal in druga podjetja so začela izkoriščati ta medij za promocijo svojih izdelkov, kar jim je več kot uspelo.
Danes je kozmetika prisotna v vsakem domu in vidimo lahko, kakšen vzpon je naredila v vseh letih razvoja. Nizko ceno in veliko dostopnost kozmetiki pa so omogočile predvsem nove tehnologije v kozmetični industriji, ki so izdelavo krem in ostalih preparatov naredile cenejšo in enostavnejšo.